# Metadol

Strukturformel för metadol.

De fyra isomererna av metadol: alfametadol till vänster och betametadol till höger; levoisomerer upptill och dextroisomerer nertill.

Metadol, summaformel C21H29NO, smärtstillande preparat som tillhör gruppen opioider, patenterat 1951 av Merck. Preparatet används inte som läkemedel i Sverige.
Metadol förekommer i två isomera former, alfametadol (α-metadol) och betametadol (β-metadol). Preparat baserade på metadol förekommer dels som de två isomererna separat, dels som en blandning av de två, ett racemat, som kallas racemetadol eller dimepheptanol. Därför förekommer substansen ofta som tre separata uppslag i många nationella och internationella listor över illegala droger.
Var och en av dessa två isomerer är i själva verket också en blandning av två optiska isomerer så i själva verket finns det totalt fyra isomerer av metadol; levo-alfametadol, dextro-alfametadol, levo-betametadol och dextro-betametadol.
Både alfametadol och betametadol är narkotikaklassade och ingår i förteckning N I i 1961 års allmänna narkotikakonvention, samt i förteckning II i Sverige.